# Architects Council of Europe
Der Architects Council of Europe (ACE-CAE) ist eine Interessenvertretung von Architekten in Europa mit Sitz in Brüssel.
Präsidentin ist Ruth Schagemann.

## Geschichte
Er wurde am 11. Mai 1990 in Treviso (Italien) gegründet und entstand aus einem Zusammenschluss des früheren Liaison Committee of the Architects of the United Europe (CLAEU) und dem vormaligen Council of European Architects (CEA). Die deutsche "Filiale" wird durch die Architekten- und Stadtplanerkammer Hessen in Wiesbaden organisiert.

## Ziele
- Förderung der Architektur in Europa
- Förderung der architektonischen Qualität der gebauten Umwelt
- Unterstützung der nachhaltigen Entwicklung der gebauten Umwelt
- Sicherstellung hoher Qualifikationsstandards der Architekten
- Förderung der Qualität in der Berufspraxis
- Unterstützung grenzüberschreitender Kooperationen, Ausbildung der europäischen Praxis
- Sprachrohr der Architekten in Europa zu sein.[3]

## Aufgaben und Tätigkeiten
Der ACE untersucht regelmäßig die wirtschaftliche Lage von Architekturbüros in ganz Europa, um aufgrund dieser Datenbasis politische Strategien zur Förderung und Weiterentwicklung des Berufsstands zu entwickeln. Für Architekten bietet er  Fortbildungen und Informationen zu technischen und rechtlichen Themen an. Für Bauherren werden die Aufgaben von Architekten und Sachverständigen auf deren Webseite erläutert sowie für Bauherren relevante Themen angeboten.